# Roberto Juan Martínez Martínez
Roberto Juan Martínez Martínez (Mendoza, 25 de setembre de 1946) és un exfutbolista argentí, nacionalitzat espanyol, de les dècades de 1960 i 1970. Va ser internacional amb la selecció espanyola.

## Trajectòria
Conegut com a larguirucho (llargarut), fou un davanter bon rematador de cap i bon xutador amb la cama dreta. Començà la seva carrera a l'Argentina on defensà els colors dels clubs Nueva Chicago a Primera B, club mantingué una forta disputa per un traspàs no consumat al club Cerro de Montevideo. Aquest fet li suposà una suspensió per dos anys, que va estar a punt de significar el seu adéu del món del futbol. Finalment se li reduí la sanció i fitxà per l'Huracán Las Heras a la lliga de Mendoza, més tard per Unión de Santa Fe club de la màxima categoria que acabà descendint, i Banfield.
Després de jugar breument a Millonarios de Bogotá, l'any 1971 es traslladà a Barcelona per fitxar pel RCD Espanyol a les ordres de José Emilio Santamaría. Romangué al club durant tres temporades, fins al 1974. La temporada 1972-73 fou el màxim golejador de l'equip amb 14 gols. Durant la mateixa formà una gran línia davantera amb Juan María Amiano, autor de 13 gols, que ajudà a classificar al club per la Copa de la UEFA. El juliol de 1974 fitxà pel Reial Madrid, club que pagà un traspàs de 15 milions de pessetes. Al club blanc jugà durant sis temporades, essent titular les temporades 1974-75 i 1975-76, passant posteriorment a la banqueta. En total guanyà cinc lligues i dues copes al club, jugant 141 partits de lliga i marcant 42 gols. El 1980 retornà a l'Espanyol, on jugà dues temporades més, fins al 1982. En aquest retorn a Sarrià es compenetrà a la davantera amb Rafael Marañón. En total jugà 111 partits de lliga al club en els quals marcà 36 gols. Adoptà la nacionalitat espanyola i jugà 5 partits amb la selecció, tres d'ells mentre era jugador de l'Espanyol.

## Palmarès
Reial Madrid
- Lliga espanyola: 
  - 1975, 1976, 1978, 1979, 1980
- Copa espanyola: 
  - 1975, 1980